# Asakura Yoshikage

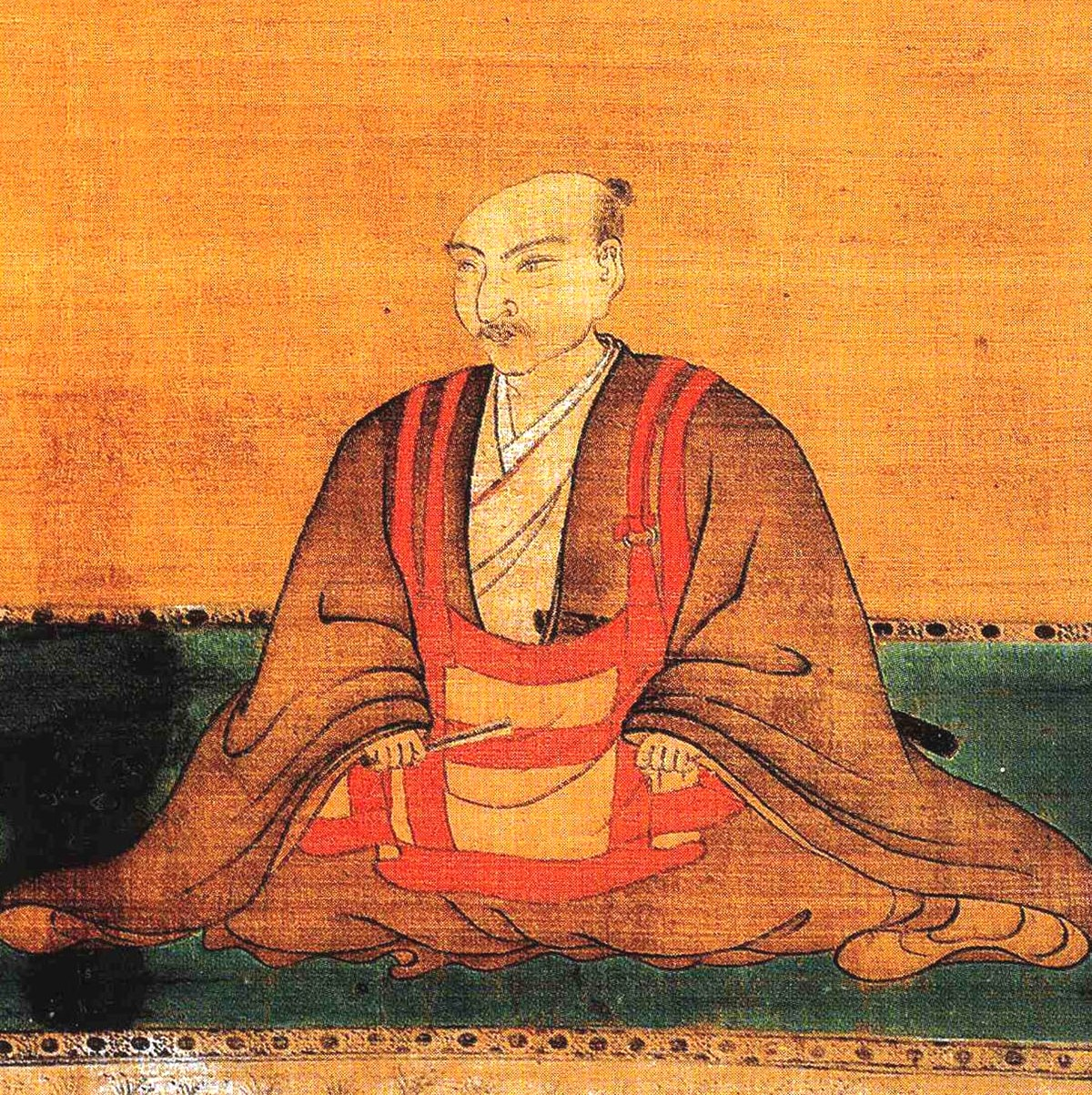
Asakura Yoshikage

Asakura Yoshikage (japanisch 朝倉 義景; geboren 12. Oktober 1533 in der Provinz Echizen; gestorben 16. September 1573 daselbst) war in der Sengoku-Zeit der letzte Fürst seines Hauses.

## Leben und Wirken
Asakura Yoshikage war ein Sohn von Takakage (朝倉 孝景; 1493–1548), der seinerseits der Sohn von Sadakage (朝倉 貞景; 1473–1512) war. Im Jahr 1552 erhielt er vom Shogun Ashikaga Yoshiteru (1536–1565) einen Kanji-Zeichen aus dessen Vornamen und änderte seinen Vornamen in „Saemon-no-toku Yoshikage“ (左衛門督義景). Nach dem Tod seines Vaters im Jahr 1552 trat er die Nachfolge als Oberhaupt der Familie an, die bereits 1471 die Militärkommandanten Shiba (斯波氏) abgelöst hatten. Die Burgstadt der Familie Ichijōdani (一乗谷), heute Teil der Stadt Fukui, wurde ein kulturelles Zentrum, das Kyōto nacheiferte.
Im Jahr 1555 schickte Asakura den obersten Gefolgsmann seiner Familie, Asakura Sōteki (朝倉 宗滴; 1477–1555), und dann Asakura Kagetaka (朝倉 景隆; etwa 1508–1570) in die Provinz Kaga, um die Ikkō-Aufstände niederzuschlagen. Im folgenden Jahr schlossen beide Seiten durch die Vermittlung von Ashikaga Yoshiteru Frieden. Als Yoshiteru 1565 starb, folgte ihm sein jüngerer Bruder Ichijoin Kakkei (一乗院覚慶) und nahm den Namen Ashikaga Yoshiaki (1537–1597) an.
1570 brach Oda Nobunaga (1534–1582), der mächtigste Mann in Japan, in die Asakura-Domäne ein. Yoshikage bemühte sich daraufhin, eine Koalition zur Verteidigung zusammen zu bringen. Seine Armee, verbündet mit Azai Nagamasa (浅井 長政; 1545–1573), wurde jedoch im selben Jahr in der Schlacht von Anegawa von Nobunaga besiegt.
Drei Jahre lang vermochte Asakura einen Entscheidungsschlacht vermeiden, aber 1573, als er nun Asai Nagamasa unterstützen wollte, wurde er wieder von Nobunaga besiegt und musste sich in die Provinz Echizen zurückziehen. Am 16. August kehrte Yoshikage nach Ichijōdani zurück. Nach der Belagerung dort (一乗谷城の戦い, Ichijōdani-jō no Tatakai) 1573 zog er sich auf Anraten seines Vetters Asakura Kageakira (朝倉 景鏡; 1525–1574) in den Landkreis Ōno-gun (大野郡) zurück, mit dem Plan, bei Gelegenheit zurückzuschlagen. Aber er wurde von Kageakira hintergangen, der sich Nobunaga unterworfen hatte. Im September 1573 beging Asakura im Tempel Rokubō-Kenshō-ji (六坊賢松寺) Seppuku.
Ein Bildnis von Asakura befand sich im Tempel seiner Familie, dem Shingetsu-ji (心月寺) in der Stadt Fukui. Er war ein Mann der Kultur, der Talent für Renga, Waka und Malerei zeigte. 1562 hatte er den Mönch und Dichter Daikakuji Yoshitoshi (大覚寺 義俊) zu einem Dichterabend und Bankett eingeladen.